# Depeche Mode

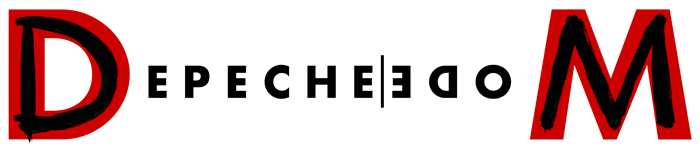
Logotyp zespołu

Depeche Mode – brytyjska grupa muzyczna z kręgu muzyki elektronicznej i alternatywnego rocka, która powstała w 1980 w Basildon w Wielkiej Brytanii. Członkami zespołu pozostają Dave Gahan (wokal) i Martin Gore (klawisze, gitara elektryczna i wokal). Obaj należą do składu grupy od początku jej istnienia. Nazwa grupy powstała na podstawie inspiracji francuskim magazynem mody Dépêche Mode ("Wiadomości modowe"), zasugerował ją Gahan. Powstanie Depeche Mode poprzedzała grupa Composition of Sound. W 2006 zespół zdobył statuetkę MTV Europe Music Awards w kategorii „najlepszy zespół”. W 1990 grupa otrzymała nagrodę Rockbjörnen w kategorii „najlepszy zespół zagraniczny”. W 2020 roku Depeche Mode wprowadzono do Rock and Roll Hall of Fame.

## Historia

### Wczesne lata (1977–1980)
W 1977 roku Vince Clarke (wokal, gitara) i Andrew Fletcher (bas) założyli zespół No Romance in China, w 1979 Clarke grał na gitarze w Plan razem z Robertem Marlow oraz Paulem Langwith. Martin Gore (gitara), który na początku skłaniał się ku punk rockowi, wraz z Philipem Burdettem (wokal) grał w Norman and the Worms, w 1979 Gore, Clarke, Marlow i Paul Redmond utworzyli grupę The French Look. W marcu 1980 powstał zespół Composition of Sound w składzie Clarke (wokal, gitara), Gore (instrumenty klawiszowe), Fletcher (bas).
Aby zarobić na instrumenty – syntezatory –  Gore pracował jako urzędnik bankowy, a Fletcher jako agent ubezpieczeniowy. W 1980 Clarke trafił na występ Dave Gahana, po którym złożył mu propozycję dołączenia do zespołu. Równocześnie została zmieniona jego nazwa na Depeche Mode, zaczerpnięta z francuskiego magazynu. Martin Gore: „Depeche Mode oznacza to, jak szybko zmienia się moda. Lubię brzmienie tych słów”. Pierwszy utwór grupy, „Photographic” został umieszczony na kompilacji Some Bizzare Album, następnie został nagrany jeszcze raz, aby trafić na debiutancki album „Speak & Spell”.

### Speak & Spell (1981)

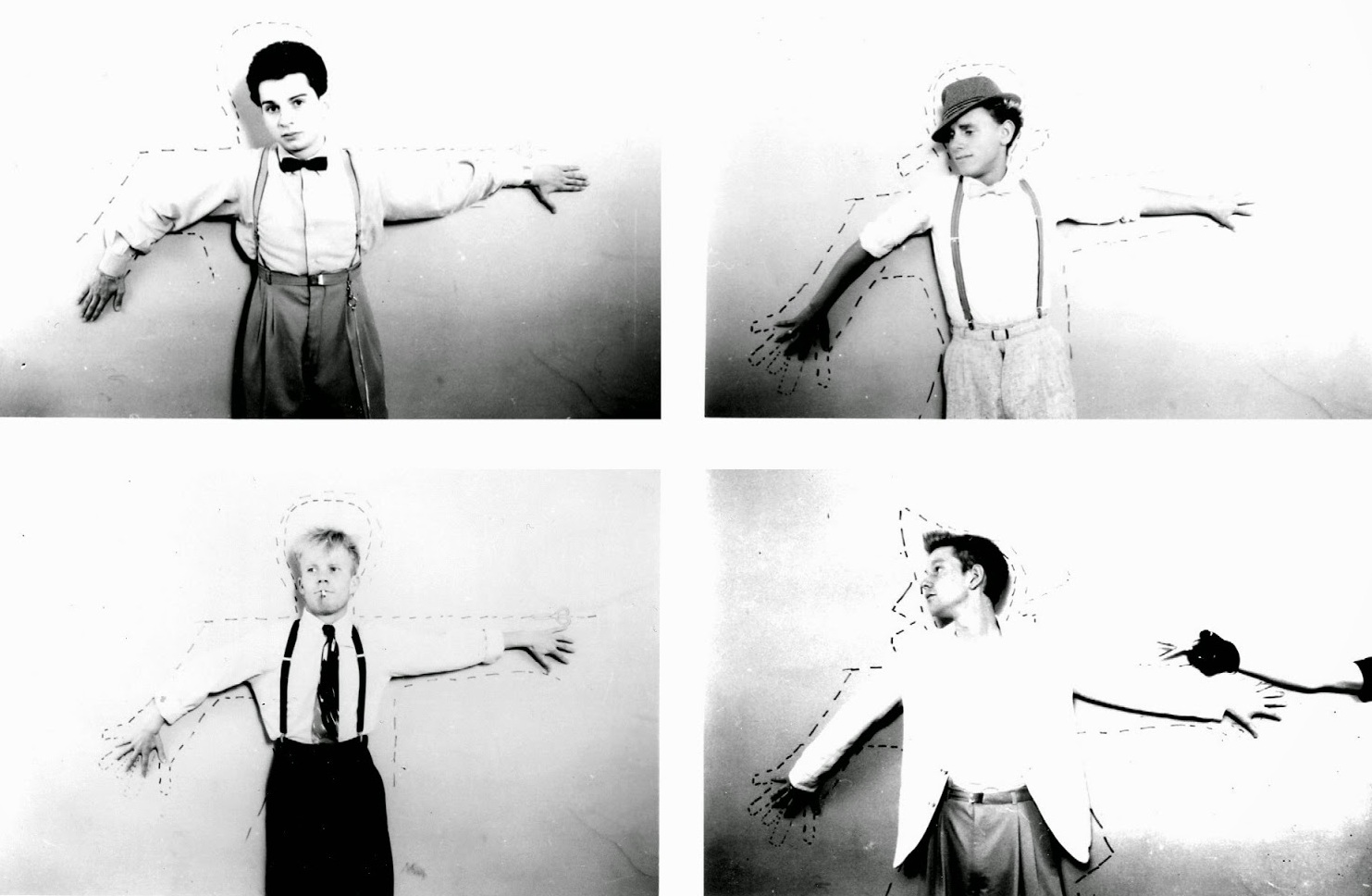
Depeche Mode w 1981.

Zespół zwrócił na siebie uwagę Daniela Millera, założyciela Mute Records, podczas występu w Bridge House w Canning Town. Pierwszym rezultatem był singel „Dreaming of Me” nagrany w grudniu 1980, a wydany w lutym 1981, który zdobył 57. miejsce na brytyjskiej liście przebojów. Następny – „New Life” – zajął miejsce 11. Trzy miesiące później „Just Can’t Get Enough” wspiął się na ósmą pozycję. W listopadzie 1981 został wydany Speak & Spell, który zebrał zróżnicowane recenzje w prasie: Melody Maker opisał go jako „wspaniały”, natomiast Rolling Stone nie szczędził słów krytyki. Na płycie znalazły się utwory błahe, naiwne, ocierające się o banał, oparte na tanecznych rytmach, na ich tle wyróżniały się kompozycje Gore’a. Depeche Mode zostało zakwalifikowane do nurtu new romantic, mimo że członkowie zespołu mieli przeciwne zdanie na ten temat.
Podczas trasy promującej album, Clarke zaczął wyrażać swoje niezadowolenie z kierunku w jakim podążał zespół: „Nigdy nie było czasu aby móc zrobić cokolwiek”, jednak wydaje się, że koledzy byli bardziej zainteresowani kompozycjami Martina i to było prawdziwym powodem odejścia. Clarke pod koniec 1981 ogłosił oficjalnie decyzję o opuszczeniu grupy. Zaproponował jeszcze wspólnie nagranie utworu „Only You”, ale oferta została odrzucona. Wraz z Alison Moyet założył Yazoo, a następnie Erasure z Andy Bellem. Po jego odejściu, głównym kompozytorem został Martin Gore, autor „Tora! Tora! Tora!” i „Big Muff” ze Speak & Spell. Martin Gore:

Myślę, że nie zastanawialiśmy się zbytnio nad konsekwencjami jego odejścia, bo byliśmy po prostu bardzo młodzi i naiwni. Wynajęliśmy studio, weszliśmy do niego i nagraliśmy singla. Nawet nie braliśmy pod uwagę takiej możliwości, że mógłby nie odnieść sukcesu. Naprawdę wydawało się, że odejście Vince’a z zespołu to drobiazg. Pewnie, gdyby odszedł pięć lat później, powstałby totalny chaos, bo zaczęlibyśmy za dużo myśleć.

Zespół umieścił anonimowe ogłoszenie w Melody Maker, na które odpowiedział Alan Wilder. Z perspektywy roku 2010 Wilder tak wspominał swoje pierwsze spotkanie z Depeche Mode: 

Pamiętam je bardzo dobrze. Wszyscy byli ubrani w wełniane swetry. Na początku ubierali się w stylu new romantic, mieli te swoje marynarki. I nagle zaczęli nosić wełniane swetry. Wyglądali jak dzieci. Odniosłem wrażenie, że są bardzo młodzi i naiwni. Nie mogłem zrozumieć, jak mogli odnieść taki sukces. To było moje pierwsze odczucie. Pamiętam, że byli bardzo nieśmiali. Naprawdę nieśmiali. Także Dave. Martin był nieprzyzwoicie nieśmiały. Wręcz boleśnie. Dziwne doświadczenie. Zaprosili mnie na przesłuchanie i kazali zagrać partię opartą na dwóch dźwiękach. Pomyślałem: A, więc to tak zarabia się pieniądze w przemyśle muzycznym.

 Po dwóch przesłuchaniach został przyjęty na początku 1982, najpierw jako muzyk koncertowy, stając się pełnoprawnym członkiem zespołu dopiero pod koniec następnego roku.

### A Broken Frame (1982)
W styczniu 1982 ukazał się singel „See You”, który wspiął się na szóste miejsce brytyjskiej listy, osiągając tym samym lepszy wynik niż poprzednie nagranie. Zespół udał się na pierwsze światowe tournée, w następnych miesiącach ukazały się dwa następne single „The Meaning of Love” i „Leave in Silence”.
W lipcu 1982 rozpoczęły się prace nad kolejnym albumem. Alan Wilder został poinformowany przez Millera, że jego udział w studiu nie jest konieczny, jako że zespół chce udowodnić, że może odnieść sukces bez Clarka. „A Broken Frame” ukazał się we wrześniu, wszystkie utwory były autorstwa Martina Gore’a, charakteryzowały się nastrojowością oraz subtelnym brzmieniem. W „Further Excerpts from My Secret Garden” został użyty riff z „V2 Schneider” Davida Bowie. W październiku odbyła się kolejna światowa trasa koncertowa.
Dave Gahan:

Nasze najgorsze dzieło to prawdopodobnie A Broken Frame, w każdym razie najmniej spójne. Słuchając go ma się wrażenie, że wówczas zupełnie nie wiedzieliśmy, o co nam chodzi. Nic nie wiąże tych utworów w całość, nie ma w nich wspólnej myśli.

Andrew Fletcher:

Drugi album nie sprzedawał się tak dobrze jak pierwszy i wiele osób próbowało nam wmówić, że jesteśmy już skończeni. Vince odszedł, odnosił ogromne sukcesy z Yazoo i świetnie im szło, tak więc ludzie mówili, że to, co robimy, jest niewiele warte.

### Construction Time Again (1983)
W styczniu 1983 ukazał się singel „Get the Balance Right!” i był to pierwszy utwór, w którym udział miał Wilder. Pod wpływem koncertu Einstürzende Neubauten Gore zaczął nagrywać na magnetofonie wszystkie możliwe dźwięki, przetworzone następnie przez Synclavier. W ten sposób powstała baza sampli użyta podczas pracy nad następnym albumem. Przy nagrywaniu „Construction Time Again” zespół pracował z producentem Garethem Jonesem w John Foxx’s Garden Studios oraz w Hansa Studios w Berlinie Zachodnim. Płyta charakteryzowała się nowym brzmieniem, głównie dzięki zastosowaniu przez Wildera Synclaviera. Poprzez samplowanie zwykłych, codziennych odgłosów, Depeche Mode stworzyło eklektyczny, industrialny styl, podobny do tego jaki reprezentowały The Art of Noise i Einstürzende Neubauten.
Wraz z muzyką zmieniły się również teksty pisane przez Gore’a, skupiające się na sprawach społecznych i politycznych. Przykładem jest „Everything Counts” opowiadający o chciwości wielkich korporacji, a także napisane przez Wildera: „The Landscape is Changing” – ostrzeżenie przed dewastacją środowiska, „Two Minute Warning” refleksja nad wyścigiem zbrojeń. Także okładka symbolizuje zmiany i zerwanie z nurtem new romantic – przedstawiony robotnik ma „przebudować, a nie niszczyć”. „Everything Counts” zajął szóste miejsce w Wielkiej Brytanii, uplasował się w pierwszej trzydziestce list w Irlandii, RPA, Szwajcarii, Szwecji oraz Niemczech. Wilder był autorem piosenek „The Landscape is Changing” oraz „Two Minute Warning”.
Andrew Fletcher:

Na trzeci album złożyło się wiele nowych rzeczy. Na przykład właśnie pojawiały się samplery i to było to dla nas źródłem wielu nowych pomysłów. Poza tym, Martin siedział i pisał piosenki na całą nową płytę. Działo się też wiele innych korzystnych dla nas rzeczy, dlatego tak naprawdę dopiero „Construction Time Again” uważamy za naszą prawdziwą pierwszą płytę.

### Some Great Reward (1984)
We wczesnych latach Depeche Mode zaistniało tylko w Europie i Australii. To się zmieniło za sprawą następnego singla „People are People” wydanego w marcu 1984, który zajął drugie miejsce w Irlandii, czwarte w Wielkiej Brytanii i pierwsze w Niemczech, a w połowie 1985 roku utwór został zauważony w USA, gdzie zajął trzynastą pozycję.
We wrześniu 1984 ukazała się płyta „Some Great Reward”. Pod względem literackim album poruszał takie tematy jak związek oparty na dominacji seksualnej („Master and Servant”), zdrada („Lie to Me”) czy rozliczenie z Bogiem („Blasphemous Rumours”). Ten ostatni został potępiony przez brytyjski kler. Natomiast traktujący o równości społecznej „People are People” stał się hymnem środowisk gejów i lesbijek. Some Great Reward zajął po raz pierwszy w historii miejsce na liście w USA.
W lipcu 1985 roku Depeche Mode po raz pierwszy wystąpiło w Polsce. W październiku ukazała się pierwsza składanka największych przebojów zespołu „The Singles 81→85” którą promowały single „Shake the Disease” i „It’s Called a Heart”.
W tym czasie w niektórych kręgach zespół zaczął być kojarzony z subkulturą gotycką. W USA zespół zdobył takie uznanie za sprawą radia KROQ w Los Angeles czy WLIR z Nowego Jorku. Postrzeganie w ten sposób Depeche Mode za oceanem pozostaje w dużej mierze w opozycji do Europy i Wielkiej Brytanii gdzie, mimo mrocznego i poważnego tonu w twórczości, grupa była rozpoznawana raczej jako idol nastolatków.

### Black Celebration (1986)
Kolejne wydawnictwa to kolejne zmiany. Szesnasty singiel „Stripped” oraz album „Black Celebration” wypełniła muzyka mroczna i ponura. W trakcie jego powstawania, muzycy byli wyczerpani, pojawiła się także groźba rozwiązania formacji. Na płycie znalazła się nowa wersja „Fly on the Windscreen”, która pierwotnie ukazała się na drugiej stronie singla „It’s Called a Heart”. Drugi singiel „A Question of Lust” był pierwszym singlem zespołu wydanym również na kasecie magnetofonowej.
Teledysk do „A Question of Time” był pierwszym zrealizowanym przez reżysera Antona Corbijna, co zapoczątkowało współpracę trwającą do dziś. Corbijn był odpowiedzialny także za niektóre okładki.

### Music for the Masses (1987)
„Music for the Masses” przyniósł kolejne zmiany w sposobie pracy zespołu. Po raz pierwszy do współpracy zaproszono producenta Davida Bascombe’a, który nie był związany z Mute Records. Album nagrywany był w kwietniu i maju w studiu Konk w Londynie oraz Guillame Tell w Paryżu, a w czerwcu i lipcu dopracowywany był w PUK Studio w Danii.
Płyta była bardziej melodyjna i przebojowa w porównaniu do swojej poprzedniczki. Jej światowa sprzedaż wyniosła 2 miliony egzemplarzy. Single „Strangelove”, „Never Let Me Down Again” i „Behind the Wheel” znalazły się w pierwszej dziesiątce list przebojów w takich krajach jak: Kanada, Brazylia, Niemcy, RPA, Szwecja i Szwajcaria. „Strangelove” w Wielkiej Brytanii dotarł do miejsca 16. W utworze „I Want You Now” funkcję podkładu rytmicznego spełniają głosy, potraktowane jako instrumenty.

### 101 (1988)
Lata 1987–1988 zespół spędził na światowym tournée, obejmującym 101 koncertów, którego punktem kulminacyjnym był występ 18 czerwca 1988 na stadionie Rose Bowl w Pasadenie, gdzie publiczność liczyła 75 000 osób. Był to 101 koncert tego tournée. Trasa została udokumentowana filmem w reżyserii D.A. Pennebakera oraz albumem koncertowym 101.
Alan Wilder:

101 to dokument na żywo, który jeszcze raz bilansuje rozwój Depeche Mode w ciągu minionych ośmiu lat. Rekapituluje wszystkie ważne etapy, od pierwszych przebojów, takich jak Just Can’t Get Enough, See You, Everything Counts, People Are People, aż po utwory z naszego ostatniego albumu studyjnego „Music for the Masses”. Jest to też ważny punkt zwrotny w naszej karierze. Album i kaseta wideo są adresowane do naszych fanów, to również swoista pamiątka z koncertu.

### Violator (1990)
W połowie roku 1989 zespół rozpoczął kolejną sesję w Mediolanie z producentem Flood oraz inżynierem dźwięku François Kevorkianem. Pierwszym rezultatem był singel „Personal Jesus”. Przed jego wydaniem, w angielskiej prasie ukazało się ogłoszenie „Your own Personal Jesus”, a pod wskazanym numerem telefonu można było usłyszeć utwór. W rezultacie piosenka zajęła 13. miejsce w Wielkiej Brytanii, w USA – pierwsze od czasu „People are People”, a także wywołała oburzenie wśród organizacji chrześcijańskich. Singel osiągnął najlepszy wynik sprzedaży w historii Warner Bros. Records.
W lutym 1990 „Enjoy the Silence” zajął szóste miejsce w Wielkiej Brytanii oraz ósme w USA. Singel wygrał Best British Single podczas Brit Awards w 1991. Podczas promocji nowego albumu Violator zorganizowano spotkanie z fanami w Wherehouse Entertainment w Los Angeles. Przybyło wówczas około 20 000 osób zainteresowanych otrzymaniem autografu, wiele z nich doznało obrażeń na skutek napierającego tłumu oraz doszło niemalże do zamieszek. W ramach przeprosin ze strony zespołu ukazała się limitowana edycja nagrań dedykowana fanom w Los Angeles, wyemitowana także przez radio KROQ, które było sponsorem spotkania w Wherehouse Entertainment.
„Violator” uplasował się w pierwszej dziesiątce angielskiej listy, w USA pokrył się potrójną platyną za sprzedaż wynoszącą 3,5 miliona egzemplarzy. Ostatni na płycie „Clean” zawiera linię basu „One of These Days” zespołu Pink Floyd. Zespół udał się w trasę World Violation Tour – miarą popularności było 40 000 biletów sprzedanych w przeciągu ośmiu godzin na koncert w Nowym Jorku, 48 000 biletów w ciągu godziny w Los Angeles.

### Songs of Faith and Devotion (1993)
W 1991 Gahan rozważał opuszczenie szeregów zespołu, do pozostania przekonały go nowe kompozycje Gore’a oraz wzbogacenie brzmienia o tradycyjne instrumenty. Dave Gahan:

Uważam, że gdybym nie walczył do upadłego o takie rzeczy, jak dodanie brzmień gitary czy bębnów, nawiązanie współpracy z ludźmi spoza zespołu czy zwrócenie się ku rytmom, jakich wcześniej nie stosowaliśmy, nadal robilibyśmy muzykę programowaną i praca w studiu stałaby się czymś bezgranicznie nudnym.

Album „Songs of Faith and Devotion” przyniósł nowe aranżacje oparte na zniekształconym dźwięku gitary elektrycznej, dudach (gościnny udział Steaffana Hannigana) oraz wokalach w stylu gospel (Hilda Campbell, Bazil Meade, Samantha Smith). Kolejna zmiana to Alan Wilder grający na perkusji – w tej roli zadebiutował już w piosence „Clean” z poprzedniego albumu. Płyta dzięki tym zabiegom nabrała bardziej rockowego charakteru. „Songs of Faith and Devotion” zajął pierwsze miejsce na listach w Anglii i USA. Po jego wydaniu odbyła się czternastomiesięczna trasa Devotional, udokumentowana filmem oraz druga płytą koncertową „Songs of Faith and Devotion Live”.
W tym czasie Dave Gahan uzależnił się od heroiny, doznał ponadto ataku serca. Andy Fletcher odmówił wzięcia udziału w ostatniej części trasy z powodu załamania nerwowego i został zastąpiony na scenie przez Daryla Bamonte, który był wieloletnim współpracownikiem zespołu.
1 czerwca 1995 Alan Wilder ogłosił odejście z Depeche Mode, w swoim oficjalnym oświadczeniu napisał:

W wyniku powiększającego się niezadowolenia związanego z wewnętrznymi układami oraz stylem pracy grupy, ze smutkiem zdecydowałem się opuścić Depeche Mode. Moja decyzja nie była łatwa, szczególnie biorąc pod uwagę, że kilka naszych ostatnich albumów było wskaźnikiem wysokich możliwości, jakie Depeche Mode osiągało.
Od czasu dołączenia do grupy w 1982 r. bezustannie starałem się wkładać całą energię, zapał oraz poświęcenie potrzebne dla powiększenia sukcesu grupy i pomimo stałej nierówności w podziale nawału pracy, ciągle je oferowałem. Niestety, w grupie ten poziom wkładu nigdy nie zyskał takiego szacunku i uznania, na jaki zasługiwał.
Chociaż jestem przekonany, że jakość naszej pracy polepszyła się, poziom naszych relacji osobistych zmalał do tego stopnia, że nie mogę dłużej wierzyć w to, iż wyniki są warte tak wielkiego poświęcenia. Nie zamierzam oskarżać któregokolwiek członka grupy; wystarczającym będzie stwierdzenie, że związki pomiędzy nami stały się poważnie spięte, coraz bardziej denerwujące i w pewnych sytuacjach nieakceptowalne.
W związku z powyżej nadmienioną sytuacją nie mam innego wyboru, jak opuścić grupę. Wydaje się więc lepiej abym zrobił to teraz, ciągle czując wielki zapał i zamiłowanie do muzyki i ciesząc się możliwością podjęcia nowych projektów.
Pozostałym członkom grupy ofiaruję swoją pomoc i najlepsze życzenia sukcesu we wszystkim, czegokolwiek podejmą się w przyszłości, czy to wspólnie czy indywidualnie.

Andrew Fletcher:

Alan był wspaniały, ale podjął głupią decyzję, by odejść z jednego z najlepszych zespołów na świecie.

Alan Wilder kontynuuje karierę w zespole Recoil.
W tym czasie duże obawy budził stan psychiczny Gahana – w 1995 próbował odebrać sobie życie, a rok później o mało nie przedawkował podczas pobytu w hotelu.

### Ultra (1997)
Lata 1995 i 1996 to próby ze strony Martina Gore’a, aby zebrać zespół i rozpocząć pracę nad kolejnym wydawnictwem. Jednakże Gahan jeśli w ogóle zjawiał się na sesje to zajmowało mu tygodnie, aby nagrać cokolwiek. Gore rozważał nawet wydanie napisanych wówczas utworów na swojej solowej płycie, jednak ostatecznie do tego nie doszło. W połowie 1996 roku Gahan z dobrym skutkiem został poddany przymusowej terapii odwykowej. Wraz z producentem Timem Simenonem rozpoczęła się sesja albumu „Ultra”, wydanego rok później. Płyta zadebiutowała na miejscu pierwszym w Wielkiej Brytanii oraz piątym w USA. Ukazały się także single „Barrel of a Gun”, „It’s No Good”, „Home” i „Useless”.
W 1998 ukazał się singel „Only When I Lose Myself”, pochodzący jeszcze z sesji „Ultra”, promujący składankę „The Singles 86>98”. Zespół udał się na czteromiesięczną trasę koncertową.

### Exciter (2001)
W 2001 roku ukazał się „Exciter”, wyprodukowany przez Marka Bella. Albumowi nie udało się osiągnąć wyniku sprzedaży trzech swoich poprzedników, mimo że znalazł się w pierwszej dziesiątce w Wielkiej Brytanii i USA, otrzymał dość zróżnicowane recenzje w prasie. „Exciter” był pierwszą płyta zespołu która uplasowała się wyżej w USA niż w rodzimym kraju zespołu. Jako single zostały wydane „Dream On”, „I Feel Loved”, „Freelove” oraz „Goodnight Lovers”. Na późniejszych koncertach w ramach „Touring The Angel” grupa przedstawiała tylko „Goodnight Lovers” lub w ogóle cały album pomijała. Dave Gahan:

Gdy pracowaliśmy nad płytą Exciter, zastanawiałem się, dlaczego Martin nie nagra po prostu płyty solowej. Nie miałem właściwie żadnego wkładu w ten album. Oczywiście robiłem, co mogłem, jeśli chodzi o partie wokalne, ale mi to nie wystarczało. W moim odczuciu Exciter to koniec starego Depeche Mode. Pamiętam, że byłem pewien, iż będzie to nasza ostatnia płyta.

W 2004 ukazało się DVD Devotional, a także kompilacja „Remixes 81–04”, zawierająca nową wersję „Enjoy the Silence” autorstwa Mike’a Shinody, zatytułowana „Enjoy the Silence 04”.

### Playing the Angel (2005)

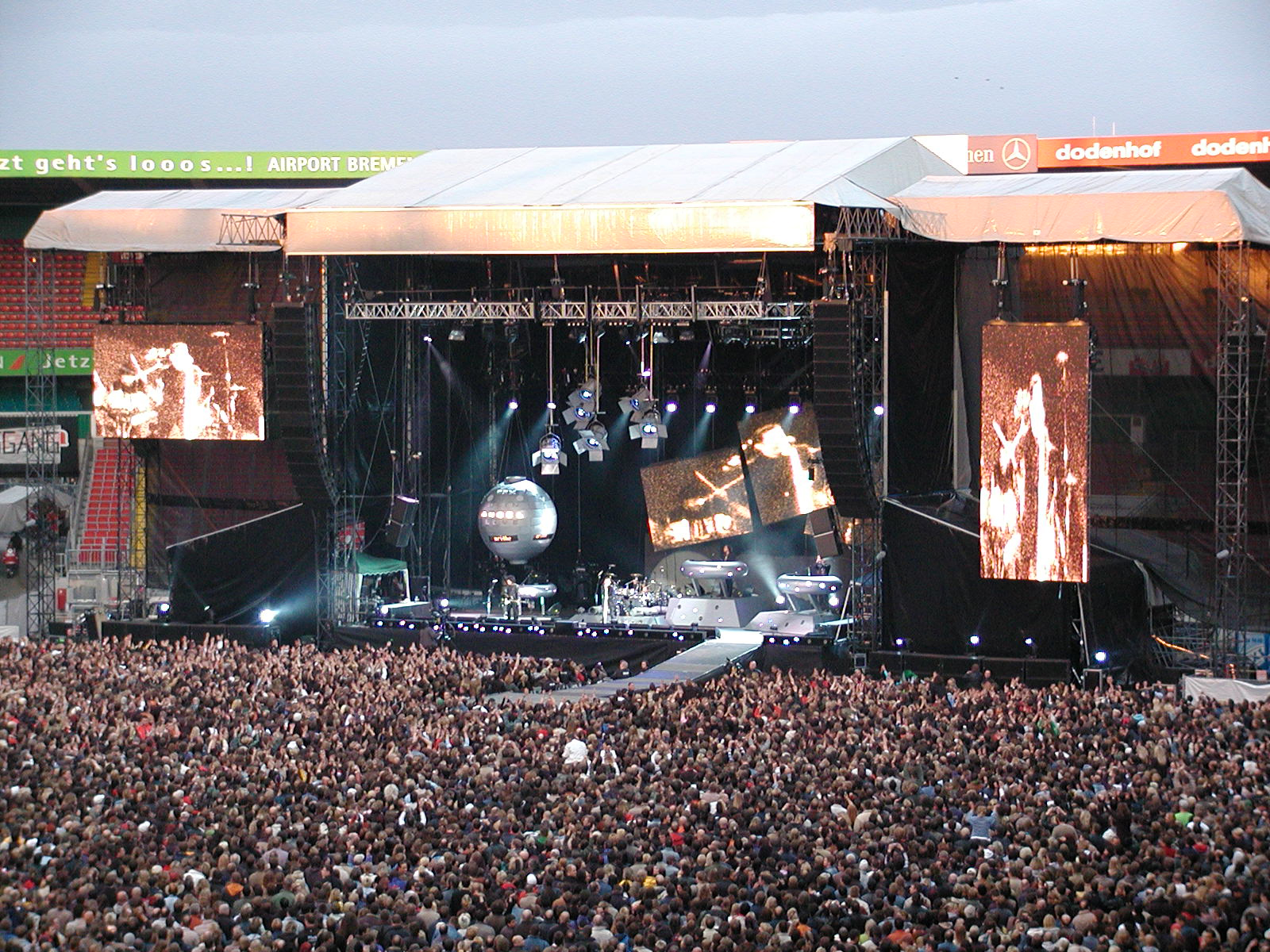
Depeche Mode podczas trasy Touring the Angel w czerwcu 2006

Jedenasty album „Playing the Angel” ukazał się w październiku 2005, wyprodukowany przez Bena Hilliera. Była to pierwsza płyta Depeche Mode z tekstami Gahana oraz pierwsza od czasu Some Great Reward, zawierająca piosenki które nie zostały napisane przez Gore’a. Dave Gahan:

Przyszła kolej na mnie, na mój udział w tworzeniu tego wielkiego dzieła, które nazywa się Depeche Mode. Pomyślałem: „Martin, otwieram drzwi, a ty możesz wejść ze mną do środka. Jeśli nie, to koniec z zespołem”.

Album zajął pierwsze miejsce na listach w siedemnastu krajach. Na singlach ukazały się „Precious”, „A Pain That I’m Used To”, „John the Revelator” oraz „Suffer Well” – pierwszy singel od czasów Clarke’a niebędący kompozycją Gore’a. W latach 2005–2006 zespół udał się w trasę Touring the Angel, obejmującą Amerykę Północną i Europę. Po raz pierwszy grupa odwiedziła Rumunię i Bułgarię. Na koncert w Meksyku 55 000 biletów zostało natychmiast sprzedane, co spowodowało zorganizowanie jeszcze jednego występu w tym mieście. Nagrania z 43 koncertów trasy ukazały się jako limitowane wersje na CD.
W 2006 i 2007 roku sukcesywnie ukazywały się nowe, zremasterowane wersje albumów. 3 kwietnia 2006: Speak & Spell, Music for the Masses i Violator w wersji SACD i DVD; Broken Frame, Some Great Reward, Songs of Faith and Devotion – 2 października 2006; Construction Time Again, Black Celebration: 26 marca 2007; Ultra, Exciter – 1 października 2007. 25 września 2006 ukazało się DVD Touring the Angel: Live in Milan, będący zapisem koncertów z 18 i 19 lutego 2006, w reżyserii Blue Leach. W listopadzie 2006 ukazała się kompilacja „The Best Of, Volume 1”, zawierająca nowy utwór „Martyr”, pochodzący z sesji Playing the Angel. 2 listopada zespół wygrał MTV Europe Music Awards w kategorii Best Group.
W grudniu 2006 Depeche Mode otrzymało nominację nagrody Grammy w kategorii Best Dance Recording za utwór „Suffer Well”. W połowie grudnia iTunes wydał dyskografię The Complete Depeche Mode.

### Sounds of the Universe (2009)

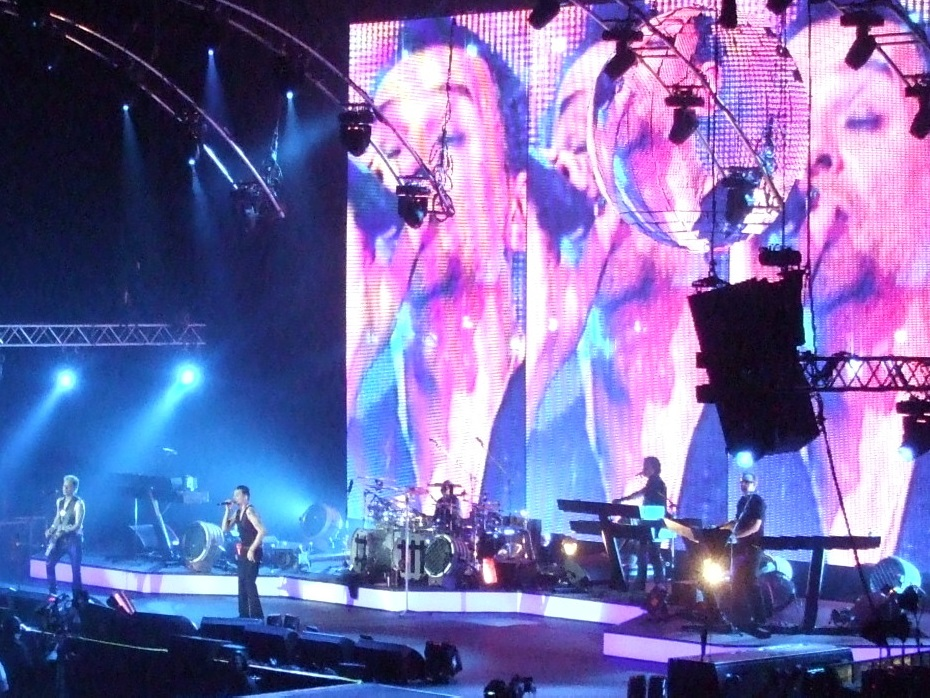
Podczas trasy Tour of the Universe w grudniu 2009

W lipcu 2007, podczas promocji drugiego solowego dzieła Gahana „Hourglass”, ogłoszono, że w 2008 Depeche Mode planuje nagranie kolejnego albumu. W marcu 2008 pojawiły się pogłoski jakoby Ben Hillier ma być jego producentem. W maju zespół pojawił się w studio, aby pracować nad utworami które przedstawił Gore. W sierpniu zespół pożegnał się z Warner Music, aby podpisać kontrakt z EMI. Podczas konferencji prasowej, która odbyła się 6 października 2008 roku w Berlinie, zespół ogłosił trasę koncertową Tour of the Universe. Na serwisie YouTube ukazała się seria filmów dokumentująca pracę w studiu. 15 stycznia 2009 na oficjalnej stronie zespołu pojawił się tytuł nowej płyty: „Sounds of the Universe”. Album ukazał się 20 kwietnia 2009, był promowany singlem „Wrong”, do którego teledysk wyreżyserował Patrick Daughters. Wydany został także box set „Sounds of the Universe Deluxe Edition Box Set” zawierający cały materiał z sesji nagraniowej.

### Delta Machine (2013)
Premiera „Delta Machine” odbyła się 26 marca 2013 roku. 1 lutego w serwisie Vevo oraz YouTube pojawił się teledysk do najnowszego singla zespołu pt. „Heaven”. Miesiące marzec i kwiecień to promocja płyty w kilku stacjach TV w USA oraz Europie [min. 11 marca 2013 New York, Live on Letterman] oraz kameralne występy na żywo [min. 24 marca 2013 roku – Wiedeń, Museums Quartier podczas „Album Launch Event”]. Oficjalnie zespół rozpoczął swoją światową trasę koncertową ''The Delta Machine Tour 2013/14'' występem we francuskim Nice, Palais Nikaia 4 maja 2013 roku, a zakończył 4 marca 2014 w hali Olimpijskij w Moskwie. Koncert Depeche Mode w Polsce miał miejsce 25 lipca na Stadionie Narodowym w Warszawie, sprzedano ponad 53 tys. biletów. 24 lutego 2014 roku odbył się koncert grupy w Atlas Arenie w Łodzi, sprzedano ponad 15 tys. biletów.

### Spirit (2017)
Premiera „Spirit” odbyła się 17 marca 2017 roku. 3 lutego w serwisie Vevo oraz YouTube pojawił się teledysk do najnowszego singla zespołu pt. „Where’s the Revolution”. Zespół rozpoczął swoją światową trasę koncertową The Global Spirit Tour występem w Sztokholmie 5 maja 2017 roku. Koncert Depeche Mode w Polsce miał miejsce 21 lipca 2017 r. na Stadionie Narodowym w Warszawie. Grupa wystąpiła 7, 9 i 11 lutego 2018 r. kolejno w Krakowie, Łodzi i Gdańsku. Kolejny występ odbył się w Polsce 5 lipca 2018 r. na festiwalu Open’er w Gdyni.
W 2020 roku Depeche Mode włączono do Rock and Roll Hall of Fame. Oprócz aktualnego składu, zaszczytu tego dostąpili też byli członkowie grupy, Vince Clarke i Alan Wilder.

### Memento Mori (2023)
Premiera "Memento Mori" odbyła się 24 marca 2023. Jest to piętnasty album studyjny w karierze Depeche Mode. Album nawiązuje do śmierci jednego z członków, Andy’ego Fletchera. Podczas premiery zespół ogłosił trasę koncertową Memento Mori World Tour 2023. W ramach trasy Depeche Mode zagrali 2 koncerty w Polsce, 2 sierpnia 2023 na PGE Narodowym w Warszawie oraz 4 sierpnia 2023 w Tauron Arenie Kraków. Kolejne dwa koncerty Depeche Mode w Polsce zespół zagrał odpowiednio 27 i 29 lutego w łódzkiej Atlas Arenie.

### Wewnątrz zespołu
Od początku istnienia grupy nad jej karierą czuwał producent, Daniel Miller. Mimo że Miller formalnie nigdy nie należał do zespołu, jego rola w rozwoju Depeche Mode jest jednak bardzo duża. Jego twórczy i organizacyjny wkład w pracę był znaczący zwłaszcza w początkowych latach.
Po odejściu Clarke’a, lidera pierwotnego składu, grupa nie rozwiązała się i kontynuowała działanie. Prawdopodobnie wpłynęło na to niezdecydowanie muzyków i niechęć do podejmowania decyzji oraz właśnie zaangażowanie Daniela Millera, dla którego grupa była wcieleniem młodzieżowego elektronicznego popu, jaką sobie wymyślił, i której sukcesu się spodziewał. Grupa nie doczekała się kolejnego wyraźnego lidera i od tej pory istniała pod życzliwą opieką Millera jako zbitek indywidualności podejmujących wszelkie decyzje w sposób zbiorowy i demokratyczny.
Grupa działa na specyficznych zasadach artystycznych, organizacyjnych i towarzyskich. Trzon Depeche Mode tworzyły trzy osoby: Martin Gore, David Gahan i Andy Fletcher. Kompozytorem repertuaru grupy (i niekiedy wokalistą) jest Gore, jednak jako silny introwertyk nie stara się nią kierować. Z drugiej strony nawet jego solowe projekty i praca z innymi grupami nie odciągnęły go od pracy w zespole. Przeciwieństwem zamkniętego w sobie Gore’a jest wokalista Dave Gahan, ekstrawertyk i urodzony frontman. Tych dwóch członków grupy łączyła osoba Andy’ego Fletchera, który miał wprawdzie najmniejszy wkład w muzyczny dorobek grupy, ale przyjaźnił się ze skrytym Gorem i w naturalny sposób zapewniał jego komunikację z pozostałymi członkami ekipy. Dbał także o sprawy czysto organizacyjne. Andrew Fletcher:

Każdy ma swoją rolę w zespole. Moją jest stać z tyłu. Mamy dwóch utalentowanych muzyków na froncie, a do mnie należy trzymanie tego wszystkiego w garści. Nie chcę tworzyć bo po prostu nie jestem w tym dobry. Mam to szczęście że znalazłem się w zespole, który miał i ma w swoim składzie świetnych kompozytorów. Kiedyś był to Vince Clarke, potem Martin Gore, a teraz dołączył do niego Dave Gahan.

Dave Gahan:

Nie jesteśmy sobie bardzo bliscy. Zresztą ja z nikim nie jestem naprawdę blisko. I w porządku. W ostatnim czasie pogodziłem się z tym. Nie jestem człowiekiem samotnym, nie czuję się samotny. Owszem, brak mi rodziny, tęsknię za moimi dziećmi. Ale jeśli chodzi o przesiadywanie z kumplami w pubie przy kuflu piwa, to jest to najbardziej nudne zajęcie, jakie mogę sobie wyobrazić. Martin i Fletch uwielbiają tak właśnie spędzać czas. Świetnie się wtedy bawią. Mnie to już nie bawi. Zresztą nigdy mnie nie bawiło.

Na płaszczyźnie artystycznej podstawą działalności Depeche Mode jest szczególne porozumienie między Gorem i Gahanem, dwoma twórczymi biegunami grupy, jednak pod względem towarzyskim ci dwaj nie są mocno związani, głównie z powodu zamkniętego usposobienia Gore’a.
Grupa od początku prowadziła bujne życie rozrywkowe, któremu sprzyjała rosnąca popularność i częste trasy koncertowe, a także towarzystwo grup, które supportowały ich występy. Przez wiele lat udawało im się unikać zagrożeń płynących z nieustannego imprezowania, aż w końcu David Gahan popadł z tego powodu w poważne problemy życiowe, zdołał jednak wrócić do formy, a grupa pokonała kryzys wywołany jego uzależnieniami.
Depeche Mode jako grupa elektroniczna często współpracowała z różnymi inżynierami dźwięku. Podobnie jak Miller nie byli oni nigdy członkami grupy, ale na równi z nimi wpływali na kształt i styl kolejnych albumów. To także ważny element tej nietypowej grupy muzycznej.

## Muzycy

### Obecny skład zespołu
- Dave Gahan – wokal prowadzący (od 1980)
- Martin Gore – instrumenty klawiszowe, wokal prowadzący, gitara, wokal wspierający (od 1980)

### Muzycy koncertowi
- Christian Eigner – perkusja, instrumenty klawiszowe (od 1997)
- Peter Gordeno – instrumenty klawiszowe, gitara basowa, wokal wspierający (od 1998)

### Byli członkowie zespołu
- Vince Clarke – instrumenty klawiszowe, wokal prowadzący, wokal wspierający, gitara (1980–1981)
- Alan Wilder – instrumenty klawiszowe, wokal wspierający, gitara basowa, sampler, perkusja (1982–1995, 2010)
- Andy Fletcher – instrumenty klawiszowe, wokal wspierający, gitara basowa (1980–2022)

## Subkultura
Grupa ma wielu fanów na całym świecie, w tym również w Polsce, gdzie tworzą oni dość charakterystyczną subkulturę. Nazywani są depeszowcami lub depeszami. Fani grupy spotykają się na organizowanych przez siebie zlotach fanów Depeche Mode oraz depotekach. Organizują się także w fanklubach.

### Zloty fanów w Polsce
Impreza organizowana przez fanów Depeche Mode dla fanów Depeche Mode. Zloty takie odbywają się w różnych miastach w Polsce i na świecie. Ideą tych spotkań jest wspólna zabawa przy dźwiękach zespołu. Przy okazji tych spotkań spotykają się depesze z różnych zakątków kraju. Na zlotach fanów Depeche Mode często organizowane są wszelakiego rodzaju konkursy jak: Dave dancing (konkurs tańca) czy konkurs śpiewu. Liczba i rodzaj konkursów jest zależna od organizatora. Organizatorami takich zlotów są przeważnie fankluby Depeche Mode. Na zlotach organizowane są także koncerty zespołów grających muzykę pokrewną lub inspirowaną Depeche Mode. Na zlotach o północy zgromadzonym ludziom przygrywa Pimpf – instrumentalny utwór, przy którym fani biorą się za ręce i tworzą okrąg falując ramionami. Organizatorzy zlotów starają się dbać pod każdym względem o uczestnika takiej imprezy przygotowując wystrój lokalu oparty na symbolice zespołu bądź wyświetlając przez telebim materiały związane z Depeche Mode tzw. wizualizacje. Największe zloty w Polsce odbyły i odbywają się w: Warszawie, Bytomiu, Bielsku-Białej, Bydgoszczy, Chorzowie, Inowrocławiu, Katowicach, Łodzi, Pabianicach, Poznaniu, Sopocie, Toruniu, Wrocławiu, Zielonej Górze oraz Nowym Tomyślu. Historycznie pierwszy zlot fanów Depeche Mode w Polsce miał miejsce w Szczecinie i był zorganizowany przez fanklub „Sattelite” (pierwsza połowa lat 80 XX wieku). Drugi zlot i kilka kolejnych było zorganizowanych w Pabianicach przez pabianicki fanklub „Muzyka dla mas”. Równie historycznym wydarzeniem był warszawski zlot, który odbył się pod patronatem Radia Wa-wa i Listy Przebojów Pr.3 Polskiego Radia, w 1992 roku w klubie Agon 501. Ci sami organizatorzy, aż do dziś prowadzą cykliczne imprezy z muzyką Depeche Mode w Warszawie pod nazwą My Secret Garden Party.

## Dyskografia
- Speak & Spell (1981)
- A Broken Frame (1982)
- Construction Time Again (1983)
- Some Great Reward (1984)
- Black Celebration (1986)
- Music for the Masses (1987)
- Violator (1990)
- Songs of Faith and Devotion (1993)
- Ultra (1997)
- Exciter (2001)
- Playing the Angel (2005)
- Sounds of the Universe (2009)
- Delta Machine (2013)
- Spirit (2017)
- Memento Mori (2023)